# 手形学園町
手形学園町（てがたがくえんまち）は秋田県秋田市にある町。郵便番号は010-0852。住居表示実施済み。

## 地理
秋田市の東部、手形地域の中では中央部に位置する。西部は秋田県道15号秋田八郎潟線、東部は手形山に面している。秋田大学手形キャンパスが全域を占めており、町名の由来となっている。西は手形住吉町、北西は手形田中、北東は手形字大松沢、東は手形字大沢、南東・南は手形山崎町に接する。

## 歴史

### 沿革
- 1966年（昭和41年）4月1日 - 住居表示実施に伴い、手形学園町が成立する。

### 町名の変遷
以下はすべて住居表示実施に伴う変更。
| 実施後     | 実施年月日     | 実施前（各字名ともその一部） |
| ---------- | -------------- | ---------------------------- |
| 手形学園町 | 昭和41年4月1日 | 手形字田中 てがた あざたなか |
| 手形学園町 | 昭和41年4月1日 | 手形字深田 てがた あざふかだ |

## 交通

### 鉄道
町内に鉄道は通っていない。最寄り駅は中通七丁目にあるJR東日本奥羽本線・羽越本線・秋田新幹線の秋田駅。

### バス
- 秋田中央交通
  - 仁別リゾート公園線・秋田温泉線（秋田高校入口経由）、手形山経由大学病院線
    - - 秋田大学前 - 鉱業博物館入口 -

  - 楢山大回り線
    - - 秋田大学前 -

### 道路
- 秋田県道15号秋田八郎潟線
- 秋田県道401号雄和仁別自転車道線（15号歩道と重複）
- 手形蛇野赤沼街道

## 施設

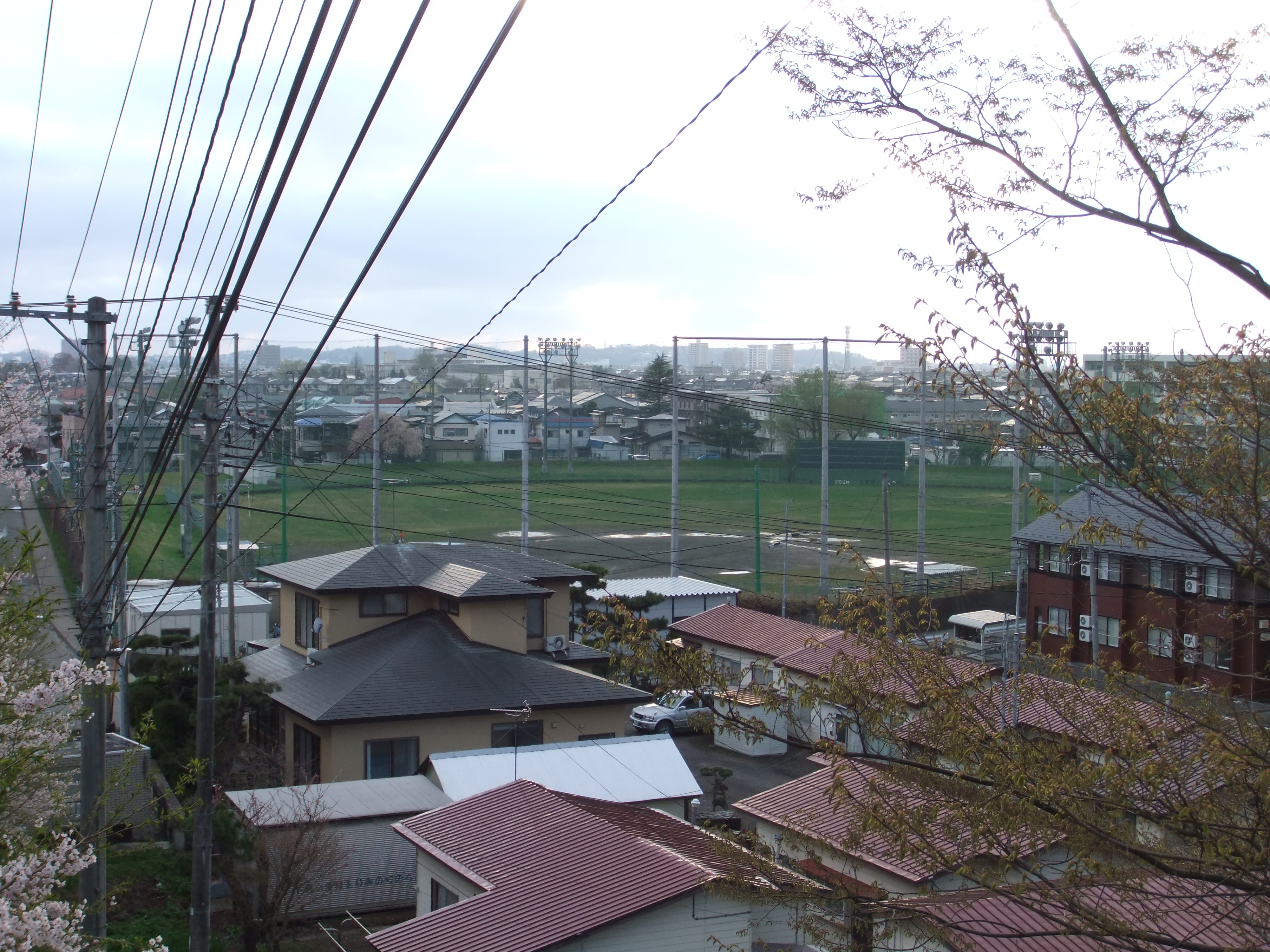
秋田大学野球場

- 秋田大学手形キャンパス
  - 本部
  - 国際資源学部
  - 理工学部
  - 教育文化学部
  - 一般教育棟
  - 総合研究棟
  - 放送大学秋田学習センター
  - 附属図書館
  - 総合情報処理センター
  - 学生会館
  - 野球場